# Guillaume Le Gentil
Guillaume Joseph Hyacinthe Jean-Baptiste Le Gentil de la Galaisière (Coutances, 12 de setembro, 1725 - Paris, 22 de outubro de 1792) foi um astrônomo francês.

## Biografia, trânsitos de Vênus

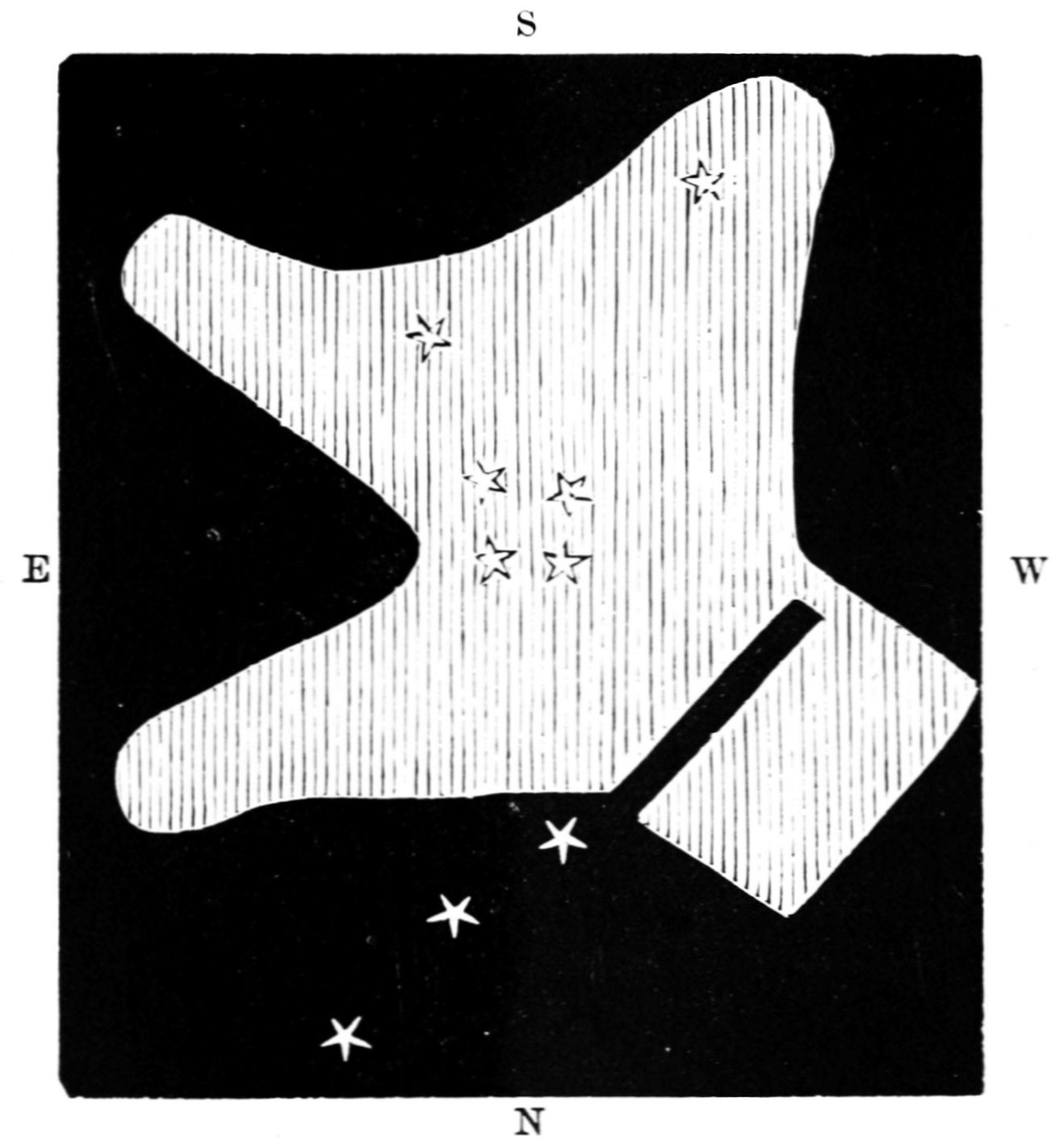
Esboço de Le Gentil da nebulosa de Orion

Le Gentil nasceu em Coutances, França, e primeiramente tinha a intenção de entrar na igreja antes de se tornar um astrônomo. Descobriu o que são agora conhecidos como os objetos Messier M32, M36 e M38, M8 e foi o primeiro a catalogar a nebulosa escura conhecida como Le Gentil 3 (na constelação de Cisne).
Fazia parte do projeto de colaboração internacional para medir a distância do Sol, observando o trânsito de Vênus em diferentes pontos da terra. Edmond Halley havia sugerido a ideia, mas o empreendimento requeria medidas cuidadosas de diferentes lugares do planeta. O projeto foi lançado com mais de cem observadores enviados para diferentes partes do globo, para observar o trânsito de 1761. A expedição francesa não conseguiu obter sucesso no empreendimento, incluindo Le Gentil, que tinha partido para Pondicherry, uma colônia francesa na Índia.
Ele partiu de Paris em março de 1760, e chegou a Île de France (Ilhas Maurícias) em julho. Mas sabendo que a guerra havia estourado entre a França e a Grã-Bretanha, e considerando ser perigosa a tentativa de chegar a Pondicherry, Le Gentil decidiu ir para outro lugar; Le Gentil embarcou em uma fragata que se dirigia para a costa de Coromandel, Índia, em março 1761. Quando tinha quase chegado ao seu destino, soube que os britânicos tinham ocupado Pondicherry, e a fragata foi obrigada a retornar à Île de France. Em 6 de junho, o dia do trânsito, o céu estava claro, mas ele não podia fazer observações astronômicas com o navio em movimento. Depois de ter chegado tão longe, Le Gentil cogitou a hipótese de que poderia esperar o próximo trânsito de Vênus, que viria em oito anos.
Depois de passar algum tempo mapeando a costa oriental de Madagascar, decidiu observar o trânsito de 1769 em Manila, nas Filipinas. Encontrando hostilidade das autoridades espanholas lá, Le Gentil retornou para Pondicherry, que tinha sido devolvido para a França através de um tratado de paz em 1763, onde chegou em março de 1768. Ele construiu um pequeno observatório e esperou pacientemente. Finalmente, em 4 de junho de 1769 havia chegado, mas o céu ficou nublado e Le Gentil não viu nada. O infortúnio o levou à beira da insanidade, mas finalmente ele se recuperou, voltando para a França logo em seguida.
A viagem de regresso foi adiada pela disenteria e quando seu navio foi apanhado por uma tempestade, que tece que deixá-lo na Île Bourbon (Reunião), onde ele teve que esperar até que um navio espanhol o levasse para casa. Finalmente chegou em Paris 11 anos depois, em outubro de 1771, apenas para descobrir que ele tinha sido declarado morto e substituído na Académie des sciences. Sua esposa havia se casado novamente e todos os seus parentes tinham tomado suas posses. Após um prolongado litígio, a intervenção do rei teve que ser necessária para que tudo voltasse ao normal. Voltou para sua cadeira na academia, se casou novamente e viveu por mais 21 anos.
Uma de suas descobertas interessantes foi que a duração do eclipse lunar de 30 de agosto de 1765 tinha sido previsto por um astrónomo Tamil, com base no cálculo do tamanho e extensão da sombra da terra (baseado em Aryabhata, c. 5), errando a duração do eclipse em apenas 41 segundos.

## Teatro e ópera
Le Gentil é o tema de uma peça da dramaturga canadense Maureen Hunter. Transit of Venus foi encenada pela primeira vez no Centro Teatral de Manitoba em 1992. Posteriormente, foi transformada em uma ópera de mesmo nome, com música de Victor Davies, apresentada no Manitoba Opera em 2007.